# 王燕文
王燕文（1960年4月—），女，汉族，山东莱芜人，中华人民共和国政治人物。中共南京市委党校理论班毕业，中共江苏省委党校研究生学历。曾任中共江苏省委常委、宣传部部长，江苏省人大常委会党组副书记、副主任。中共十九大代表，第十一、十二届全国人大代表，第十三届全国政协委员。

## 生平
王燕文1977年3月参加工作，任中国人民解放军84701、83016部队医院卫生员、文书。1980年5月加入中国共产党。1981年3月，任中华人民共和国电子工业部第三十一研究所党委秘书。1983年9月，在中共南京市委党校理论班学习。1985年8月，任电子工业部第五十五研究所党委秘书、团委书记。
1991年9月，任共青团南京市委副书记、党组成员（其间：1992年11月—1994年11月，在南京大学国际商学院政治经济学专业研究生课程进修班学习）。1996年4月，任共青团南京市委书记、党组书记。1998年12月，任中共溧水县委副书记、代县长、县长（1996年9月—1999年7月省委党校经济管理专业函授本科学习）。2000年12月，任中共溧水县委书记、县长。2001年5月，任中共溧水县委书记。2001年11月，任中共南京市委常委、市委宣传部部长（其间：2002年9月—2004年1月，在省委党校政治经济学专业在职研究生学习）。
2004年7月，王燕文任中共扬州市委副书记、代市长（2005年1月当选市长）。2009年8月，任中共扬州市委书记，在扬州工作七年。
2011年11月，51岁的王燕文任中共江苏省委常委，扬州市委书记、市人大常委会主任。2011年12月，任中共江苏省委常委、宣传部部长。2016年12月，兼任省委统战部部长。2018年4月9日，不再兼任江苏省委统战部部长职务。
2020年1月，当选江苏省人大常委会副主任。次月任江苏省人大常委会党组副书记、副主任。
2008年，当选全国人大代表。2013年，再次当选全国人大代表。2018年1月，当选第十三届全国政协委员。